# Paderne de Allariz
Paderne de Allariz település Spanyolországban, Ourense tartományban. Paderne de Allariz San Cibrao das Viñas, O Pereiro de Aguiar, Esgos, Maceda, Baños de Molgas, Xunqueira de Ambía, Allariz és Taboadela községekkel határos. Lakosainak száma 1352 fő (2024).

## Népesség
A település népessége az elmúlt években az alábbi módon változott:
| Lakosok száma | 1687 | 1630 | 1605 | 1597 | 1574 | 1515 | 1414 | 1384 | 1395 | 1352 |
|               | 2001 | 2004 | 2007 | 2009 | 2012 | 2014 | 2017 | 2019 | 2022 | 2024 |